# Nona Fernández

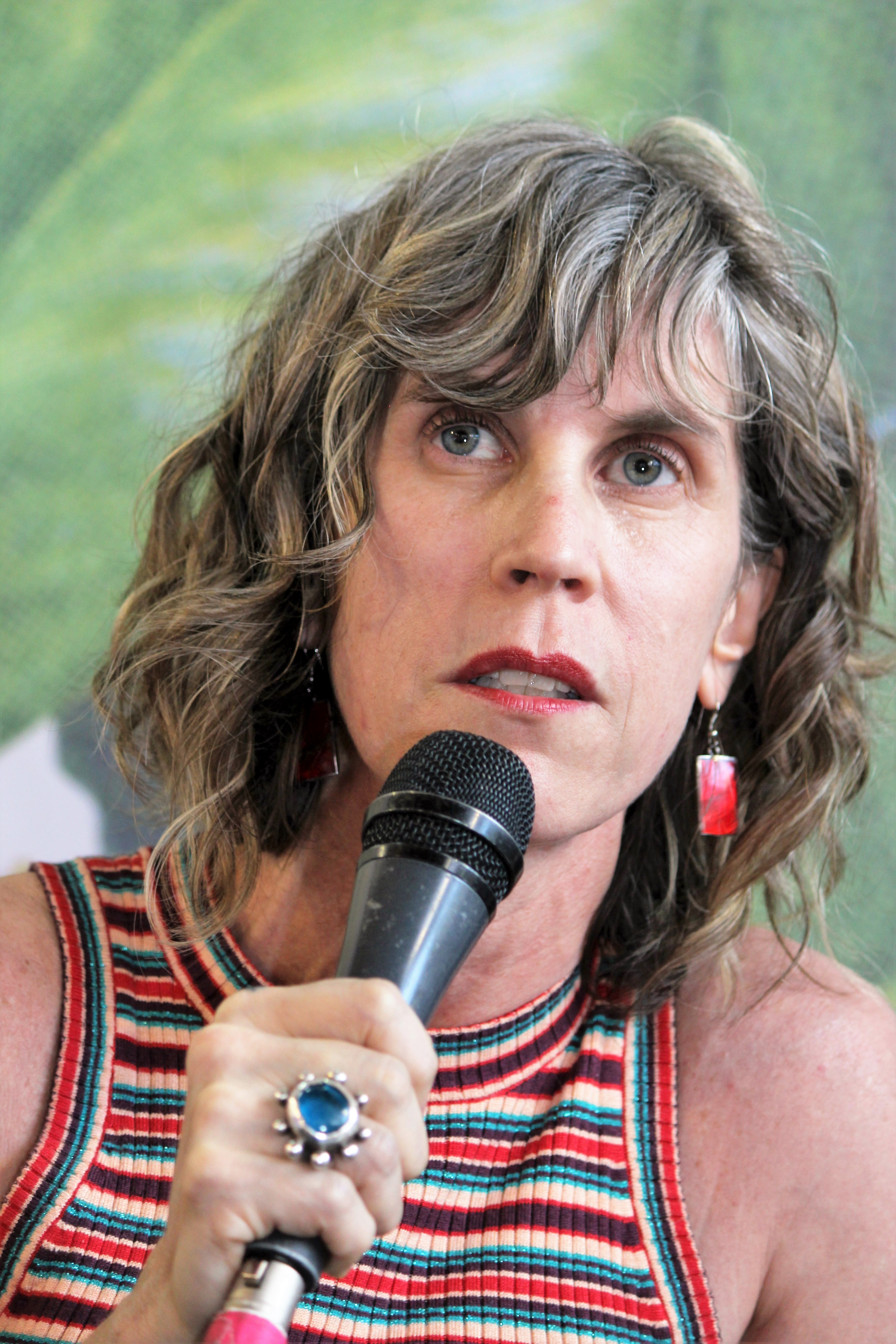
Nona Fernández

Patricia Paola „Nona“ Fernández Silanes (* 1971 in Santiago) ist eine chilenische Schriftstellerin, Schauspielerin und Dramatikerin. Ihr literarisches Werk, das mehrfach ausgezeichnet wurde, befasst sich mit der Erinnerung an die chilenische Militärdiktatur und deren Nachwirkungen in der Gegenwart.

## Leben
Fernández verbrachte ihre Kindheit und Jugend während der chilenischen Militärdiktatur unter General Augusto Pinochet, die sie im Rückblick als eine Zeit der Dunkelheit, Unsicherheit und des Schweigens beschreibt. Obgleich sie in einem repressiven Umfeld aufwuchs – mit Ausgangssperren, Bombenanschlägen und häufigen Stromausfällen – erinnert sie sich gleichzeitig an eine von familiärem Schutz geprägte Kindheit.
Ihr literarisches Interesse wurde durch eine Ordensschwester in ihrem katholischen Schulumfeld geweckt, die ihr erstmals Gedichte von Juana Inés de la Cruz vorstellte. Fernández versteht sich als Teil einer „verlorenen Generation“, die keine Protagonistenrolle in der Geschichte einnahm, jedoch als Jugendliche aufmerksam beobachtete.

## Wirken
Fernández’ Werk zielt auf die Schaffung einer kollektiven, lebendigen Erinnerung an die Zeit der Diktatur und eines subjektiven, intimen Gegenbildes zur offiziellen Geschichtsschreibung. Sie beschreibt ihre Bücher als Antwort auf offene Fragen ihrer Kindheit und als Versuch der Sichtbarmachung „ungesagter“ Geschichten jener Zeit.
Ihr literarisches Debüt gab sie 2002 mit dem Roman Mapocho, der mit dem chilenischen Literaturpreis der Stadt Santiago ausgezeichnet wurde. In der Romanwelt steht der Fluss Mapocho für die verdrängte Geschichte Chiles – voller „Müll, Leichen und Fragmente zyklischer Erzählungen“.
Mit Space Invaders (2013), einer Erzählung über Kindheitserfahrungen während der Diktatur und das langsame Erkennen staatlicher Gewalt, wurde sie für den National Book Award nominiert. Die Geschichte setzt auf der Erinnerung an eine Schulfreundin auf, deren Vater als Folterer entlarvt wurde, und thematisiert die „poröse, widersprüchliche“ Natur der Erinnerung.
Der Roman La dimensión desconocida (Twilight Zone, 2022) greift diese Thematik auf und verknüpft dokumentarische und fiktionale Elemente. Im Mittelpunkt steht dabei die Verarbeitung eines echten Interviews mit einem ehemaligen Folterer, das zum Katalysator einer komplexen Auseinandersetzung mit dem kollektiven Gedächtnis wird. Für dieses Werk wurde Fernández mit dem Premio Sor Juana Inés de la Cruz der Buchmesse Guadalajara ausgezeichnet.
Neben ihrer Tätigkeit als Romanautorin schreibt Fernández auch Theaterstücke, darunter El Taller, Liceo de niñas, Paren la Música und Der eingebildete Tote (2025), eine theatralische Neufassung von Molières Der eingebildete Kranke, in der Molière als Geist die Handlung beeinflusst.
Fernández beteiligt sich an zivilgesellschaftlichen Prozessen, etwa im Rahmen des Verfassungsprozesses, der nach dem sozialen Aufstand in Chile im Jahr 2019 in Gang gesetzt wurde; sie betrachtet diesen als einmalige Gelegenheit, ein gerechteres, feministisches und inklusives Gesellschaftsmodell aufzubauen.
Ein wichtiges Anliegen ihrer Arbeit ist die Verbindung individueller Erinnerung und kollektiver Geschichte. Ihre Texte setzen sich damit auseinander wie Erinnerung funktioniert, wer erzählt und was dabei ausgeblendet wird. Sie versteht die Schriftstellerei als einen Akt mit „historischer Verantwortung“, als Versuch, mit literarischen Mitteln in der Gegenwart wirksam zu werden.
Fernández’ Werke wurden in zahlreiche Sprachen übersetzt, darunter Englisch, Deutsch, Französisch, Italienisch und Schwedisch.